# LV Winterthur

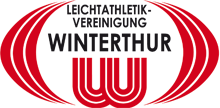
Das Logo der LV Winterthur

Die Leichtathletik-Vereinigung Winterthur (abgekürzt LV Winterthur bzw. LVW) ist ein Schweizer Leichtathletikverein aus Winterthur. Das Heimstadion des LV Winterthur ist das Stadion Deutweg, seit 2022 besitzt der Verein in Frauenfeld ebenfalls eine Schlechtwetterturnhalle. Mit Teams bei den Männern und Frauen in der Nationalliga A gehört der Verein zu den erfolgreichsten Leichtathletikvereinen der Schweiz.

## Geschichte
Die LV Winterthur wurde 1975 aus einem Zusammenschluss des Leichtathletik-Clubs Winterthur und der Leichtathletik-Sektion des Stadtturnvereins Winterthur gegründet und war zunächst weiterhin eine eigenständige Abteilung des Stadtturnvereins. Zu den erfolgreichen Athleten zu dieser Zeit gehörten der Zehnkämpfer und Diskuswerfer Heinz Schenker, der 400-Meter-Läufer Rolf Gisler, der Sprinter Urs Gisler und die ursprünglich dem LCW angehörenden Athletinnen Regula Frefel (Fünfkampf) und Rita Pfister (Diskuswurf), die in den 1970er-Jahren achtmal Schweizer Meisterin wurde.
1986 konnte der LV Winterthur die Schweizer Meisterschaften in Winterthur austragen. In den 1980er/1990er-Jahren für die LVW erfolgreich waren unter anderem der Zehnkämpfer Severin Moser, die Mittelstreckenläuferin Simone Meier, der Geher Rudolf Gross und insbesondere der Diskuswerfer und Kugelstosser Christian Erb, der den bis heute gültigen Rekord im Diskuswerfer hält. 1992 konnten die Damen des LCW an den Staffelmeisterschaften dreimal Gold holden, darunter in der 4 × 100-m-Staffel.
Gut 20 Jahre, 1996, nach der Gründung hatte die LVW 528 Mitglieder und stellte damit rund zwei Drittel der Mitglieder des STV. Im gleichen Jahr wurde auch eine Nachwuchsschule gegründet, die Bestätigung für die gute Nachwuchsarbeit lieferte unter anderem der Titel als erfolgreichster Schweizer Nachwuchsverein in den Jahren 1997 und 1998. Im Spitzensport erfolgreich war um die Jahreswende war Sonja Knöpfli, die 1999 Schweizermeisterin über 5000 Meter wurde und ein Jahr später denselben Titel im Halbmarathon holte. Zur gleichen Zeit (2000) stieg das Männerteam in die Nationalliga A auf.
Zu den erfolgreichen Athleten an Schweizermeisterschaften im ersten Jahrzehnt des neuen Jahrtausends gehörten der Stabhochspringer Patrick Schütz (Schweizer Meister 2001, Hallen-SM 2007, SM 2012), der Speerwerfer Stefan Müller (SM 2003, 2004, 2006, 2009, 2010 und 2011), der Hochspringer Michael Isler (SM 2004, 2006, 2010 und 2011) sowie der Hürdenläufer Christian Grossenbacher (SM 400 m Hürden 2005, 2006 und 2007). 2003 ermöglichte der Abschluss der Sanierung der Sportanlage Deutweg dem Verein verbesserte Trainingsbedingungen. 2004 konnte der LVW an Schweizermeisterschaften über alle Alterskategorien 22 Medaillen gewinnen und zählte damit zu den drei besten Leichtathletikvereinen der Schweiz. In der Elite holten sich Stefan Müller erneut den Meistertitel und Michael Isler war im Hochsprung erfolgreich. 2005 konnte sich Christian Grossenbacher den Meistertitel sowohl über 400 m Hürden indoor sowie outdoor sichern. Das Jahr 2006 kann als bis anhin erfolgreichstes des Verein bezeichnet werden mit drei Schweizermeistertiteln und einem siebten Platz von Isler an der Europameisterschaft, bei der er zweimal den Schweizerrekord übertraf. Auch im darauffolgenden Jahr konnten wiederum drei Schweizermeistertitel verzeichnet werden, während Grossenbacher und Isler ihre Erfolge bestätigten, konnte Patrick Schütz im Stabhochsprung an der Hallen-SM reüssieren.
2009 trat der LVW seinen Austritt aus dem STV Winterthur und wurde damit selbstständig. Ein Jahr später kehrte auch das Frauenteam nach 15 Jahren zurück in die Nationalliga A. In den 2010er-Jahren konnten unter anderem die Siebenkämpferin Valérie Reggel, die Stabhochspringerin Angelica Moser, die Mittelstreckenläuferin Lisa Kurmann und die in den Sprintdisziplinen aktiven Athleten Cornelia Halbheer und Amaru Reto Schenkel mit Erfolgen für die LVW aufwarten. Dazu konnten die Frauen 2015 den Titel in der 4 × 100-m-Staffel holen.
Im Mai 2022 konnte der LV Winterthur zusammen mit dem LC Frauenfeld eine Indoor-Trainingshalle in Frauenfeld eröffnen.

## Organisation
Zurzeit zählte im Jahr 2019 der Verein rund 375 Mitglieder, wovon 76 aktive Sportler und 119 Nachwuchssportler waren, die von 27 Trainern trainiert wurden. Weiter gibt es eine angegliederte Leichtathletikschule mit 50 bis 60 Kindern. Im Gönnerclub sind 70 Mitglieder.
Geleitet wird der Verein von einem 13-köpfigen Vorstand.

## Bekannte Athleten
- Sonja Knöpfli, Schweizer Rekordhalterin im 100-km-Lauf (Ultramarathon)
- Stefan Müller, Schweizer Rekordhalter im Speerwurf
- Christian Erb, Schweizer Rekordhalter im Diskuswurf
- Rita Pfister, Schweizer Rekordhalterin im Diskuswurf
- Christian Grossenbacher, Militärsport-Weltmeister im 400-Meter-Hürdenlauf
- Valérie Reggel, mehrfache Teilnehmerin an Welt- und Europameisterschaften im Siebenkampf
- Cornelia Halbheer, mehrfache Teilnehmerin an Welt- und Europameisterschaften im 100-Meter-Lauf und im 4-mal-100-Meter-Staffel
- Reto Amaru Schenkel, Teilnehmer an den Olympischen Spielen 2012 im 200-Meter-Lauf
- Simone Meier, Teilnehmerin an den Olympischen Spielen 1992 im 1500-Meter-Lauf